# Nikola Berković
Nikola Berković (* 22. November 1862 in Vrbovec; † 25. November 1943 in Sarajevo) war ein kroatischer Bankier, Wirtschaftsfunktionär und Abgeordneter.
Nikola Berković studierte in Graz. Er wurde Direktor der ersten Zentralbank in Bosnien, der Nationalbank Bosnien-Herzegowina AG (1883–1894) und 1895 Vizepräsident der neu gegründeten Nationalbank von Bosnien-Herzegowina in Sarajevo und ihr langjähriger Geschäftsführer. 1910 gehörte er zu den Gründern der Handels- und Gewerbekammer Sarajevo und war Gründungspräsident.  Als solcher hatte er eine Virilstimme im Landtag von Bosnien und Herzegowina. Dort war er Vorsitzender des Haushaltsausschusses. Er ist Autor mehrerer Artikel über Bankwesen und die wirtschaftliche Lage in Bosnien und Herzegowina.